# 창녕 망우당 곽재우 유허비
창녕 망우당 곽재우 유허비(昌寧 忘憂堂 郭再祐 遺墟碑)는 대한민국 경상남도 창녕군 도천면 우강리에 있는 비석이다.
1983년 7월 20일 경상남도의 문화재자료 제23호 충익공망우당곽재우유허비로 지정되었다가, 2018년 12월 20일 현재의 명칭으로 변경되었다.

## 개요
유허비는 옛 선현의 자취를 살피어 후세에 전하고 그를 기리고자 세워두는 것으로, 이 비는 임진왜란 때의 의병장인 곽재우의 공적을 기리고 있다.
곽재우(1552∼1617)는 호가 망우당이며 선조 18년(1585) 34세의 나이에 별시에 뽑혔으나 지은 글이 왕의 뜻에 거슬린다 하여 무효가 되자, 일찌감치 과거에 나갈 뜻을 포기하였다. 그러던 중 임진왜란이 일어나 관군이 크게 패하자 의령 등지에서 의병을 일으켜 관군을 대신하여 적과 싸웠다. 그 공으로 유곡찰방에 임명된 후 여러 관직을 거쳤으나 곧 벼슬을 버리고 현풍으로 돌아갔다. 정유재란 때에는 밀양, 영산, 창녕, 현풍의 네 고을에서 의병을 일으켜 화왕산성을 지키며 적의 접근을 막아내기도 하였다가, 계모 허씨가 사망하자 성을 나와 장례를 마친 뒤 벼슬을 버리고 고향으로 돌아와 나라의 부름에도 응하지 않았다. 광해군 2년(1610) 왕의 간청으로 다시 서울로 올라가 일을 맡아보았으나 곧 병을 이유로 고향으로 돌아왔으며, 광해군 9년(1617)에 생을 마치었다. 그 후 ‘충익’이라는 시호가 내려졌다.
망우정 뒷편에 서 있는 비는 의병을 일으켰던 공의 뜻을 후세에 전하기 위해 이 고을의 유림들이 세워놓은 것으로, 받침돌 위로 비몸을 세운 간결한 구조에 비 윗변의 양끝을 비스듬히 다듬은 모습이다.

## 같이 보기
- 곽재우

## 참고 자료
- 충익공망우당곽재우유허비 - 국가유산청 국가유산포털